# Перритон
Перритон (англ. Perryton) — город в США, расположенный в северной части штата Техас, административный центр округа Окилтри. По данным переписи за 2010 год число жителей составляло 8802 человека, по оценке Бюро переписи США в 2017 году в городе проживало 8683 человека.

## История
Перритон, названный в честь судьи округа Окилтри Джорджа Перри, был основан в 1919 году и стал административным центром округа. Большинство жителей переехало в регион в связи с открытием ветки железной дороги Panhandle and Santa Fe Railway. Вскоре город получил устав, началось формирование органов местной власти, и в регион стали переезжать фермеры и бизнесмены, связанные с сельским хозяйством. В 1920-х годах были построены электростанция и водопровод, пять зерновых элеваторов. В 1950-х годах в регионе были найдены нефть и газ, и это сделало экономику Перритона более диверсифицированной. Между 1957 и 1968 годами были построены три школы, пожарная часть, городская ратуша, отделение полиции, тюрьма, госпиталь и библиотека.
К середине 1980-х годов в городе работали маслобойни, нефтепромысловые услуги, производство нефтедобывающего оборудования, прицепов, сельскохозяйственной техники, а также производство кормов для скота. В 1907 году примерно в 30 километрах от города были обнаружены останки индейского поселения.

## География
Перритон находится в центральной части округа, его координаты: 36°23′37″ с. ш. 100°47′49″ з. д..
Согласно данным бюро переписи США, площадь города составляет около 12 км2, практически полностью занятых сушей.

### Климат
Согласно классификации климатов Кёппена, в Перритоне преобладает влажный субтропический климат (Cfa).
| Показатель                    | Янв. | Фев. | Март | Апр. | Май  | Июнь | Июль | Авг. | Сен. | Окт. | Нояб. | Дек. | Год   |
| ----------------------------- | ---- | ---- | ---- | ---- | ---- | ---- | ---- | ---- | ---- | ---- | ----- | ---- | ----- |
| Абсолютный максимум, °C       | 29   | 28   | 33   | 36   | 41   | 45   | 45   | 43   | 42   | 37   | 31    | 29   | 45    |
| Средний суточный максимум, °C | 9    | 10,9 | 15,9 | 20,9 | 25,6 | 30,6 | 33,6 | 32,7 | 28,4 | 21,7 | 15,1  | 8,6  | 21,1  |
| Средняя температура, °C       | 0,9  | 2,6  | 7,2  | 12   | 17,3 | 22,6 | 25,4 | 24,8 | 20,3 | 13,5 | 6,7   | 1,1  | 12,9  |
| Средний суточный минимум, °C  | −7,2 | −5,6 | −1,6 | 3,1  | 9,1  | 14,6 | 17,3 | 16,9 | 12,2 | 5,4  | −1,7  | −6,4 | 4,7   |
| Абсолютный минимум, °C        | −28  | −25  | −24  | −12  | −6   | 3    | 8    | 5    |      | −12  | −16   | −26  | −28   |
| Норма осадков, мм             | 12,7 | 15,2 | 45,7 | 45,7 | 76,2 | 83,8 | 78,7 | 66   | 48,3 | 45,7 | 22,9  | 20,3 | 561,3 |
| Источник: weatherbase.com     |      |      |      |      |      |      |      |      |      |      |       |      |       |

## Население
Согласно переписи населения 2010 года в городе проживало 8802 человека, было 3081 домохозяйство и 2310 семей. Расовый состав города: 84,7 % — белые, 0,4 % — афроамериканцы, 1,1 % — 
коренные жители США, 0,3 % — азиаты, 0 % — жители Гавайев или Океании, 11,2 % — другие расы, 2,3 % — две и более расы. Число испаноязычных жителей любых рас составило 51,8 %.
Из 3081 домохозяйства, в 46,1 % живут дети младше 18 лет. 58,3 % домохозяйств представляли собой совместно проживающие супружеские пары (31,2 % с детьми младше 18 лет), в 11 % домохозяйств женщины проживали без мужей, в 5,7 % 
домохозяйств мужчины проживали без жён, 25 % домохозяйств не являлись семьями. В 21,8 % домохозяйств проживал только один человек, 8,8 % составляли одинокие пожилые люди (старше 65 лет). Средний размер домохозяйства составлял 2,84 человека. Средний размер семьи — 3,31 человека.
Население города по возрастному диапазону распределилось следующим образом: 35,7 % — жители младше 20 лет, 27,1 % находятся в возрасте от 20 до 39, 27,4 % — от 40 до 64, 9,9 % — 65 лет и старше. Средний возраст составляет 30,7 года.
Согласно данным опросов пяти лет с 2012 по 2016 годы, медианный доход домохозяйства в Перритоне составляет 46 535 долларов США в год, медианный доход семьи — 55 871 доллар. Доход на душу населения в городе составляет 22 113 долларов. Около 12,7 % семей и 13,3 % населения находятся за чертой бедности. В том числе 15,5 % в возрасте до 18 лет и 11 % старше 65 лет.

## Местное управление
Управление городом осуществляется мэром и городским советом, состоящим из 5 человек. Городской совет назначает из своего состава заместителя мэра.
Другими важными должностями, на которые происходит наём сотрудников, являются:
- Сити-менеджер
- Городской секретарь
- Агент по закупкам
- Городской юрист
- Шеф полиции
- Шеф пожарной охраны

## Инфраструктура и транспорт
Основными автомагистралями, проходящими через Перритон, являются:
- автомагистраль 83 США идёт с севера от города Либерал, штат Канзас, через Оклахому, на юго-восток к Канейдиану.
- автомагистраль 15 Техаса идёт с востока от пересечения с автомагистралью 283 США в Оклахоме и идёт на юго-запад к Спирмену.
- автомагистраль 70 Техаса начинается в Перритоне и идёт юг к Пампе.

В городе располагается аэропорт Перритона и округа Окилтри. Аэропорт располагает одной взлётно-посадочной полосой длиной 1738 метров. Ближайшим аэропортом, выполняющим коммерческие рейсы, является региональный аэропорт Либерал—Мид-Америка в Либерале, штат Канзас. Аэропорт находится примерно в 80 километрах к северу от Перритона.

## Образование
Город обслуживается независимым школьным округом Перритон.

## Отдых и развлечения
Ежегодно в Перритоне проходит ярмарка округа Окилтри.

## Галерея

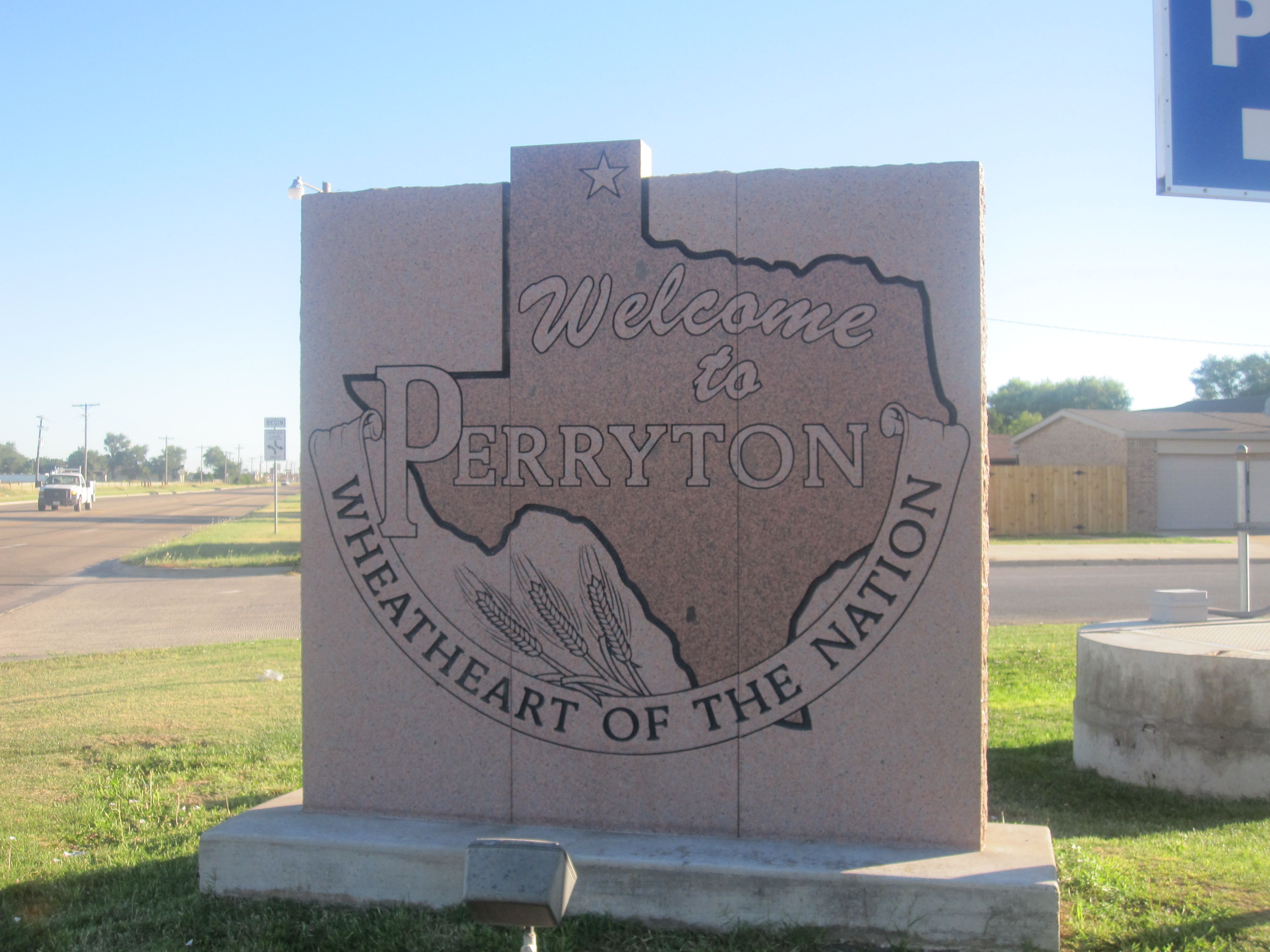
Приветственный знак на въезде в город со слоганом «Пшеничное сердце нации» (англ. Wheatheart of the Nation)
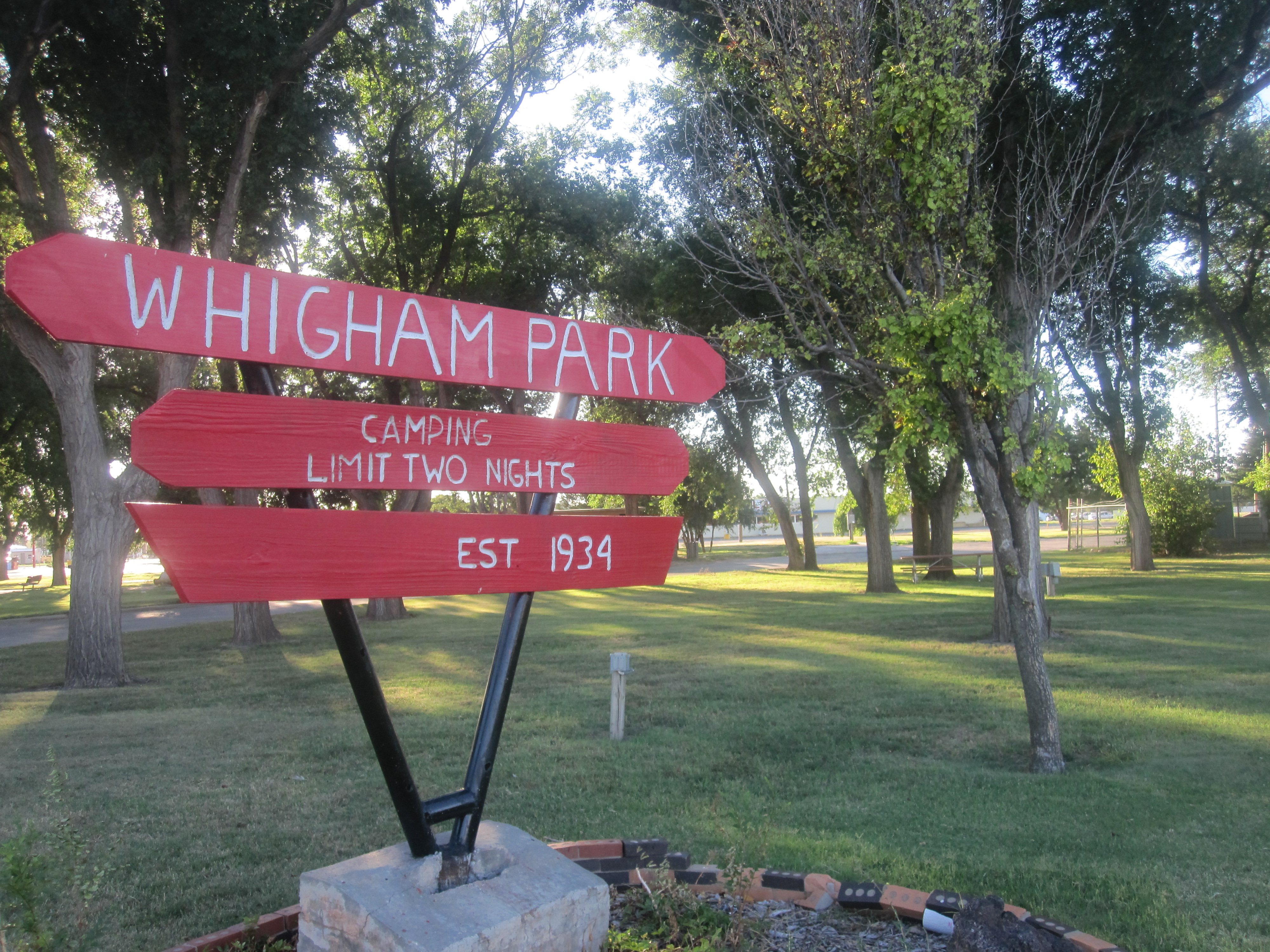
Парк Whigham, основанный в 1934 году.
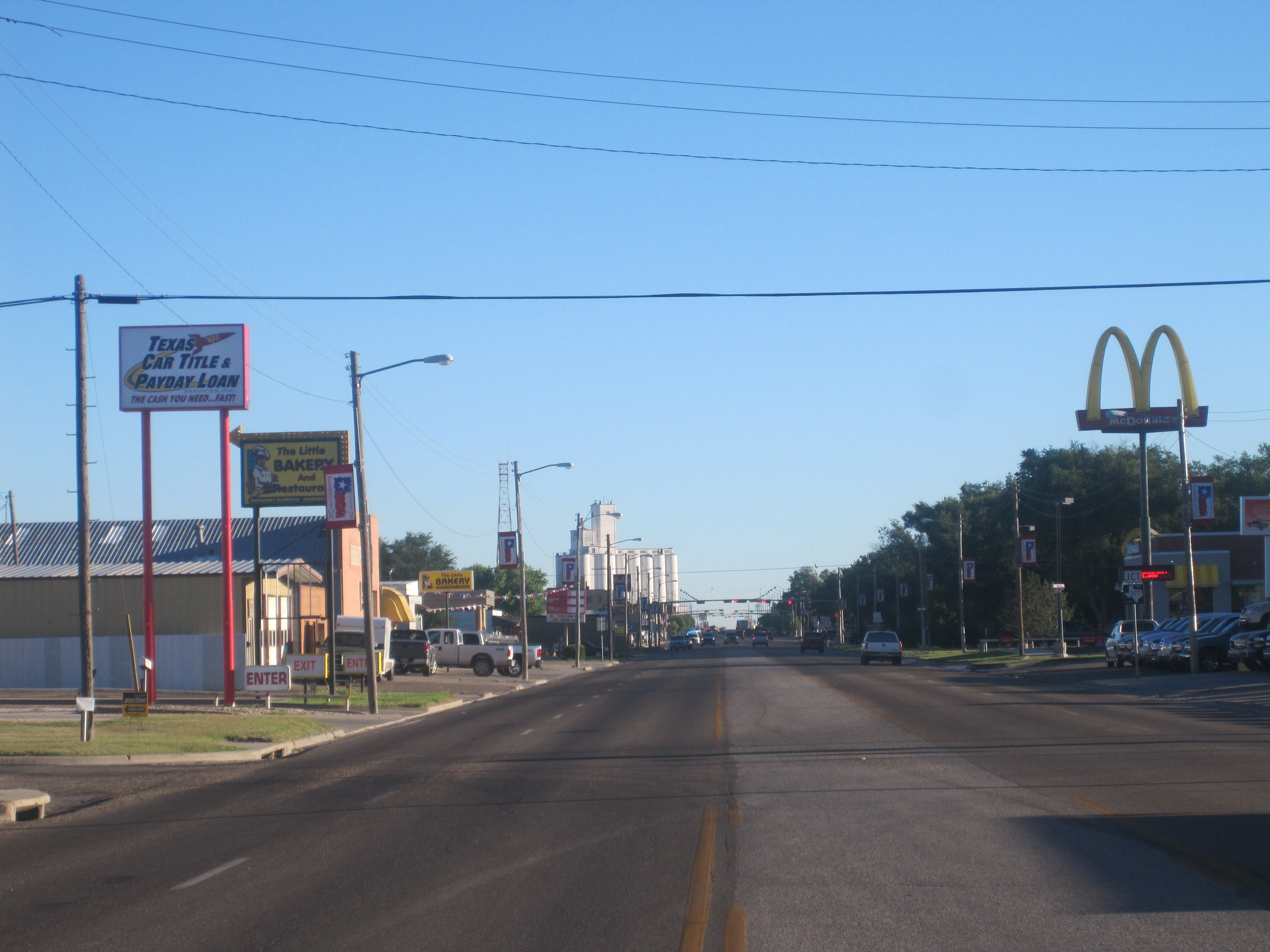
Автомагистраль 83 США, проходящая через центр Перритона.
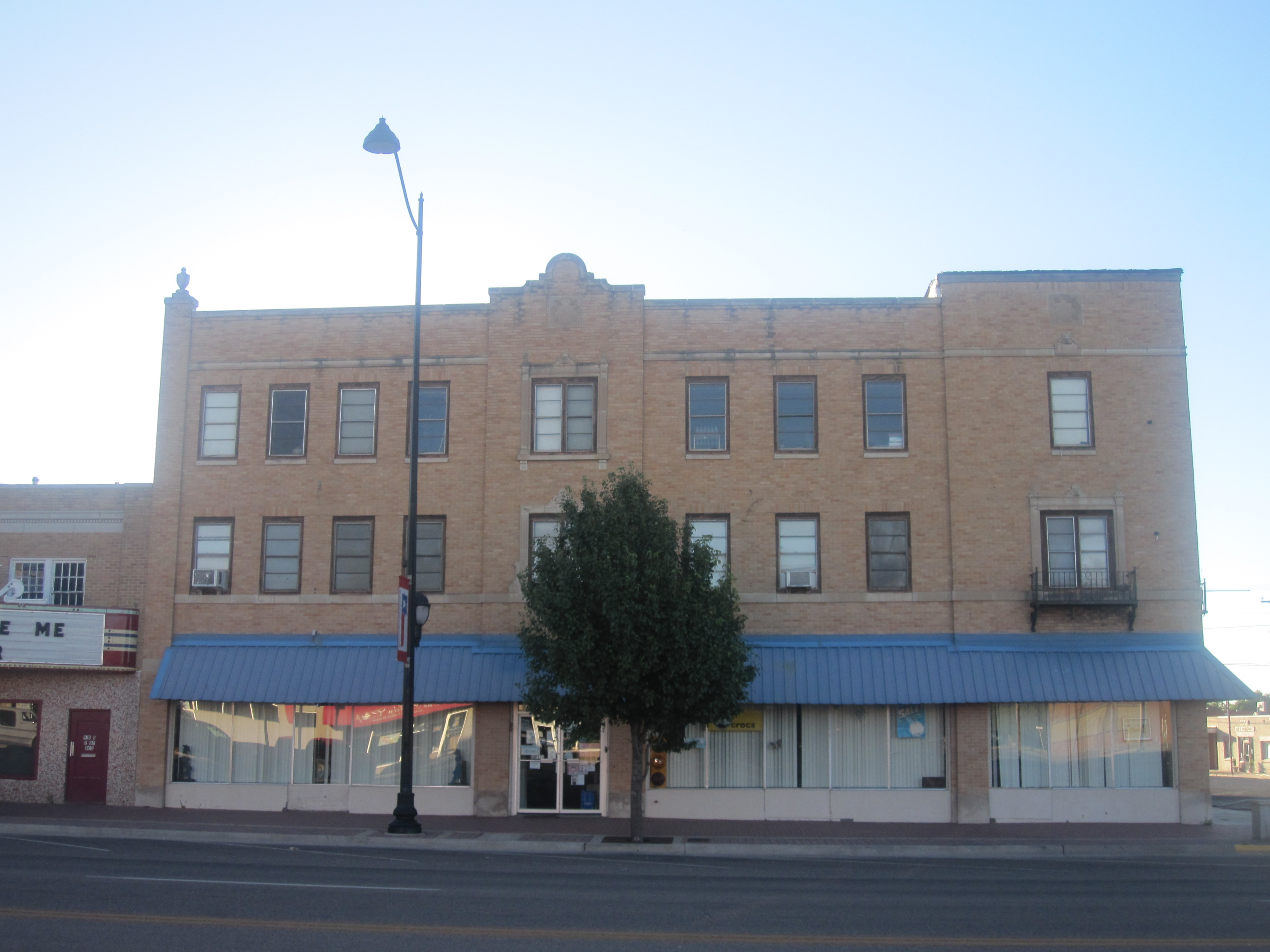
Заброшенный отель Perryton в центре города.
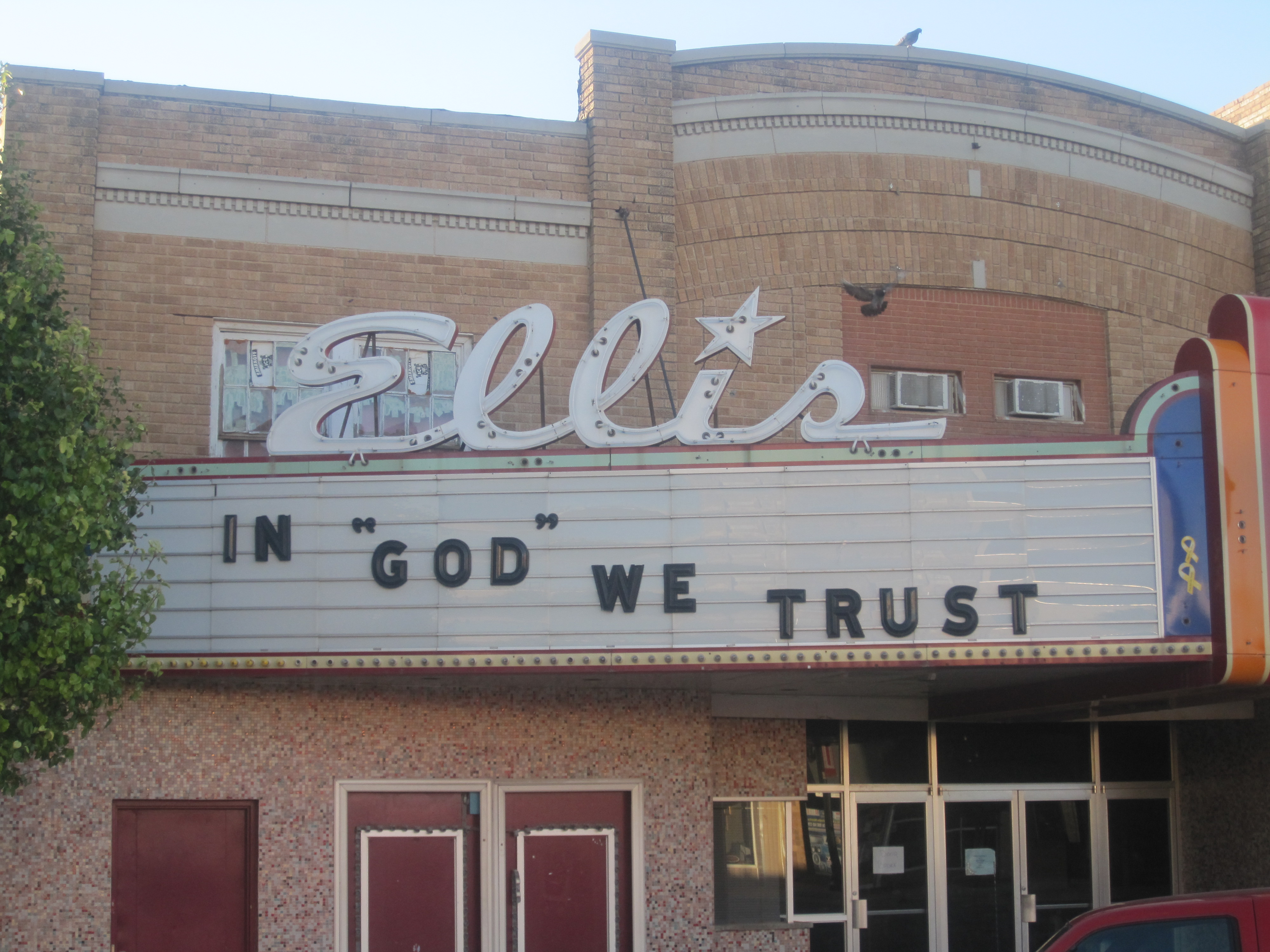
Театр Ellis в центре Перритона.